# Scalmogomphus bistrigatus
Scalmogomphus bistrigatus – gatunek ważki z rodziny gadziogłówkowatych (Gomphidae).